# Claude Schaeffer
Pour les articles homonymes, voir Schaeffer.

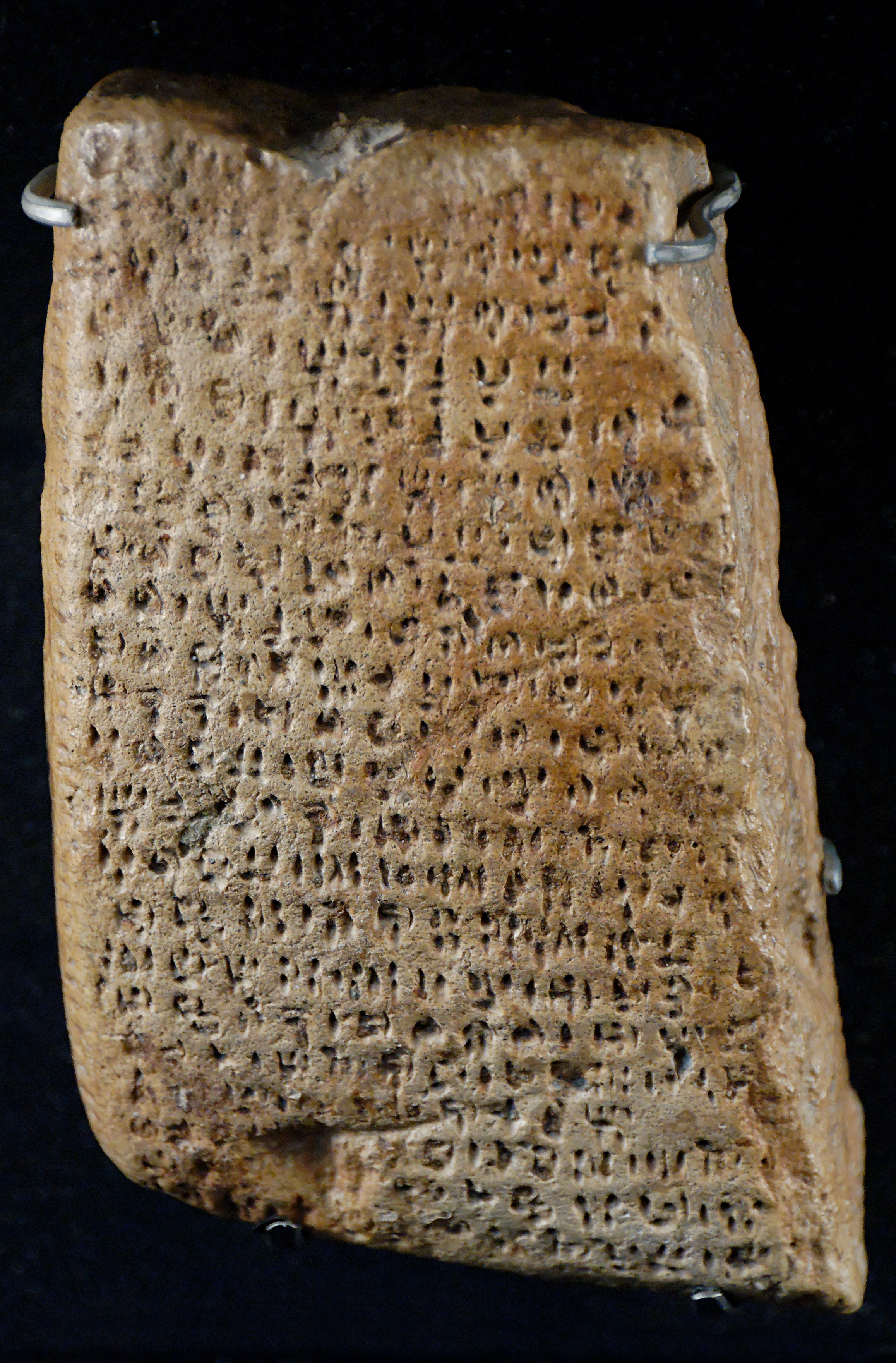
Tablette cypro-minéenne découverte par Claude Schaeffer-Forrer à Enkomi sur l'île de Chypre (Musée du Louvre)

Claude Frédéric-Armand Schaeffer, né à Strasbourg le 6 mars 1898 et mort le 25 août 1982 à Saint-Germain-en-Laye, est un archéologue français qui lança les recherches françaises sur le site d'Ougarit en 1929 et « découvrit des tablettes à écriture cunéiforme alphabétique ». Il a assuré de nombreuses fouilles en Europe, au Proche-Orient et en Asie.
Il a servi dans les Forces Navales de la France libre, puis a été fait docteur honoris causa de l'Université Oxford.

## Biographie

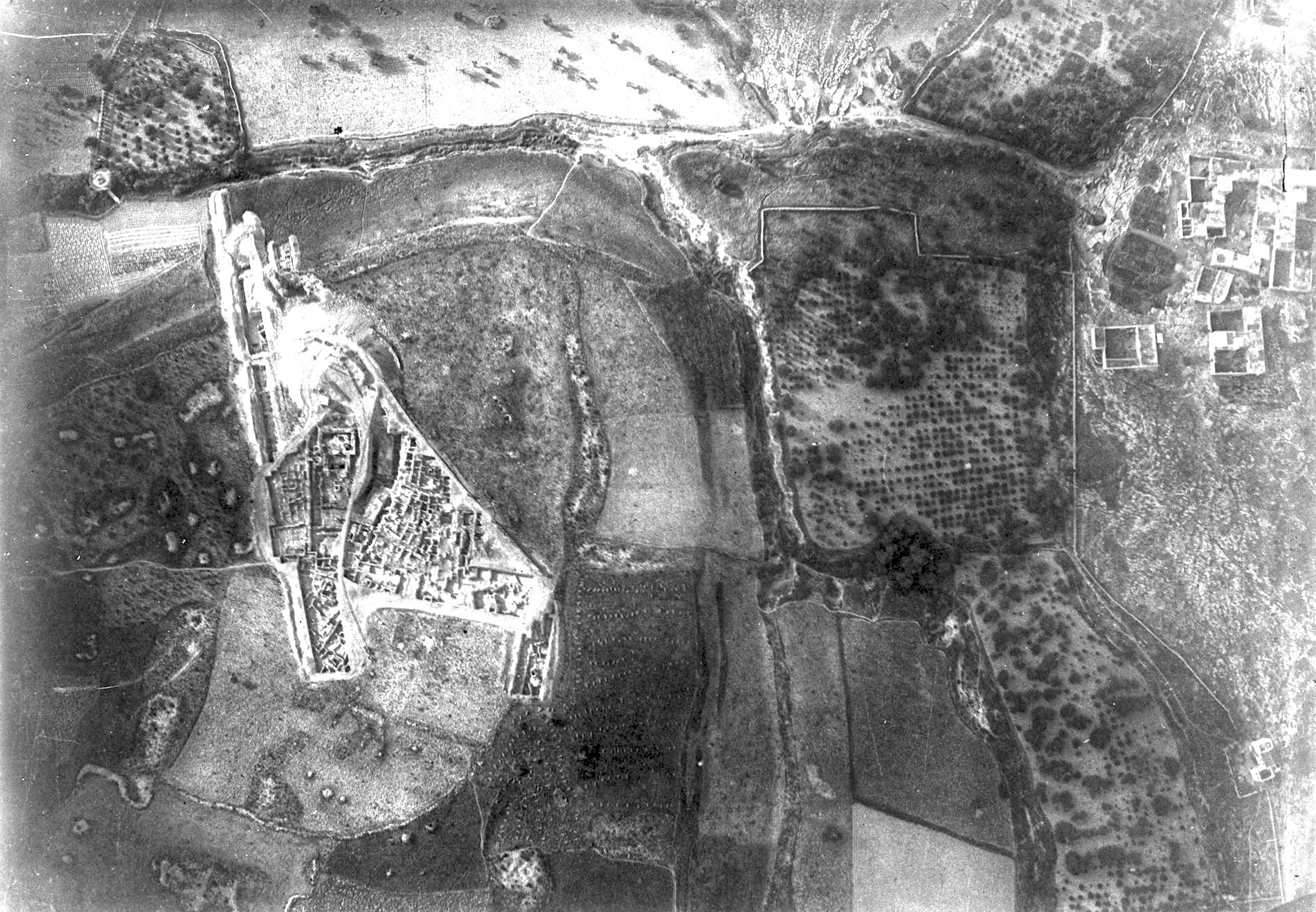
Site d'Ougarit fouillé par Claude Schaeffer, vu en 1933.

Fils d'un industriel de Strasbourg, il étudie dans sa ville natale sous Albert Grenier puis à Oxford. Élève de Robert Forrer, il en épouse la fille, Odile Forrer, et ajoute son nom à son patronyme.
De 1920 à 1928, il explore les tumulus néolithiques de la forêt de Haguenau et analyse la collection Nessel. Assistant au Musée préhistorique et gallo-romain de Strasbourg et conservateur du cabinet numismatique de la bibliothèque universitaire (1924), il dénonce la fraude de l'affaire de Glozel dans une série d'articles publiés en 1927-1928 et rejoint le point de vue de René Dussaud qui, lui-même, le défendra dans une controverse avec Salomon Reinach et lui confiera l'étude des antiquités de l'âge du bronze de ses collections (1928) puis la direction de l'exploration de la tombe de Minet el-Beida, près de Lattaquié (Syrie).
Schaeffer s'y rend avec Georges Chenet (1929) et y découvre plusieurs tombes monumentales contenant un riche mobilier intact témoignant des liens entre monde égéen et le Levant. Quatre campagnes sont alors organisées et des tablettes d'argiles sont découvertes au tell de Ras Shamra, ce qui révèle d'importants points sur l'origine de l'alphabet phénicien et qui seront déchiffrées par Charles Virolleaud, Édouard Dhorme et Hans Bauer.
En 1931, Ras Shamra est identifiée comme Ougarit. Schaeffer y fouille durant une cinquantaine d'années uniquement interrompues entre 1940 et 1947 et y fait d'importantes découvertes archéologiques et épigraphiques, reconnaissant par sondages stratigraphiques, les premiers niveaux d'occupation du site au début du Néolithique (VIIe millénaire). En 1939, il découvre le palais royal d'Ougarit qu'il dégage jusqu'en 1956 et de très nombreuses armes en bronze qui révèlent la maîtrise de la métallurgie et établissent les liens avec les cultures balkaniques européennes.
Schaeffer établit la théorie des porteurs de torques qui sera plus tard abandonnée et est chargé, en parallèle de ses travaux à Ougarit, d'une mission des Musées nationaux et de l'Académie des inscriptions et belles-lettres au site d'Enkomi (1934) où il révèle la cité mycénienne d'Alasia et, par l'exploration stratigraphique, y reconnaît quatre villes réparties sur sept niveaux s’étalant du XVIIIe au XIe siècle av. J.-C..
Conservateur adjoint du Musée des antiquités nationales de Saint-Germain-en-Laye (1933), il s'engage en 1940 dans les Forces navales françaises libres et est chargé en 1944 par le général de Gaulle d'organiser le Service de protection et de sauvegarde du patrimoine architectural et artistique français.
Secrétaire général de la Commission des fouilles du ministère des Affaires étrangères, il coordonne la recherche archéologique de 1946 à 1959 et est reçu en 1948 docteur honoris causa à Oxford où il édite sa Stratigraphie comparée et chronologie de l'Asie occidentale.
Directeur de recherche au CNRS (1945), il succède à Raymond Lantier à la chaire de préhistoire européenne et archéologie nationale à l'École du Louvre puis à la chaire d'archéologie de l'Asie occidentale qui est créée pour lui en 1953 au Collège de France.
Il est élu en 1953 à l'Académie des inscriptions et belles-lettres.

## Travaux
- Histoire de pierre néolithiques du musée de Haguenau, 1924
- Les Tertres funéraires préhistoriques de la forêt de Haguenau, 1926-1930
- Ugaritica, 7 vols., 1939-1978
- Stratigraphie comparée et chronologie de l'Asie occidentale (IIIe et IIe millénaires), 1948
- Enkomi-Alasia. Nouvelles missions en Chypre, 1946-1950, 1952
- Corpus des cylindres-sceaux de Ras Shamra-Ugarit et d'Enkomi-Alasia, posth., 1983